# The Churchills
The Churchills est un groupe de rock psychédélique israélien, originaire de Tel-Aviv. Le groupe a eu une courte mais intense carrière en Angleterre au début des années 1970.

## Biographie
En 1965, à Tel-Aviv, une bande de lycéens composée de Selvin Lifshitz (chant), Yitzchak Klepter (guitare), Miki Gabriellov (basse) et Ami Treibich (batterie) accueillent un jeune virtuose de 13 ans, Haim Romano, qui joue de la mandoline à une vitesse extraordinaire. Le groupe qui se baptise The Churchills (à cause du surnom « Churchill » d'Itzhak Klepter) se fait repérer en 1967 lors d'un concert par Robb Huxley (guitariste des New Tornados) qui intègre le groupe à la place de Klepter parti effectuer son service militaire. En 1968, The Churchills enregistrent leur premier 45 tours qui musicalement évoque Left Banke et partent en tournée durant quatre mois au Danemark en compagnie de Deep Purple.
En 1970, Robb Huxley rentre en Angleterre et est alors remplacé par Danny Shoshan, un fan avoué de Led Zeppelin qui va profondément influencer le groupe. En 1971, sur l'invitation de Robb Huxley, les Churchills partent s'établir à Londres et signent un contrat avec le label A&M Records. Ils changent alors de nom pour Jericho Jones (puis Jericho) et sortent leur premier album Junkies, Monkeys and Donkeys produit par Ellis Elias. l'année suivante, en 1972 ils sortent un second album intitulé simplement Jericho. Ce disque composé de cinq long titres marque l'apogée du groupe et révèle les talents de leur prodigieux guitariste Haim Romano. Pourtant, leur tournée aux côtés de Rod Stewart et Gary Wright ne permet pas à leur carrière de décoller et le groupe se sépare peu après lorsque certains membres de Jericho décident finalement de rentrer en Israël.
En Israël, sous le nom The Churchills, le groupe devient très connu, entre autres, par la coopération avec le chanteur Arik Einstein et contribue une remarquable contribution à la création du rock de ce pays. Ils accompagnent Arik Einstein dans ses concerts et Itzhak Klepter compose quelques de ses grands succès. Ils participent à la production de ses albums Poozy (considéré comme le premier album rock en Israël), Shablool, Plastelina, Shirey yeladim, Badeshe etzel Avigdor et Yasmin.

## Discographie

### Albums studio
- 1968 : Churchill's (sous le nom The Churchills)[5]
- 1971 : Junkies, Monkeys and Donkeys (sous le nom Jericho Jones)[6]
- 1972 : Jericho (sous le nom Jericho)

### Singles
- 1971 : Time is Now
- 1972 : Hey Man
- 1972 : Love, Love, Champs